# Ахмад Кадир-хан
Ахмад Кадир-хан (д/н — 1209) — 5-й каган Східно-Караханідського ханства в Узгені 1182—1209 роках.

## Життєпис
Походив з гасанідської гілки династії Караханідів. За різними відомостями був сином Насра або Хусейна.
Відомостей про нього обмаль. 1182 року скористався складнощами кагана Мухаммада, поваливши його. Того ж року зумів досягти незалежності від Ібрагіма IV, кагана Західнокараханідського ханства.
Тривалий час зберігав вірність гурханові Єлу Чжулху й водночас боровся з Юсуфом Тамгач-ханом, каганом Східно-Караханідського ханства в Кашгарі.
1209 року поразки каракитаїв змусили Ахмад Кадир-хана визнати зверхність хорезмшаха Мухаммеда II. Допоміг тому в битві на Іламиській рівнині завдати поразки ЄлуЧжулху. Помер Ахмад того ж року. Йому спадкував син Махмуд Арслан-хан.